# Болотниково (Пензенская область)
Боло́тниково — село в Лунинском районе Пензенской области России. Административный центр Болотниковского сельсовета.

## География
Село расположено в северной части Пензенской области, на расстоянии примерно 17 км (по прямой) к западу от Лунино, административного центра района.

### Часовой пояс
Село Болотниково как и вся Пензенская область, находится в часовой зоне МСК (московское время). Смещение применяемого времени относительно UTC составляет +3:00.

## Население
| 1710 | 1723 | 1747 | 1762 | 1782 | 1864 | 1877 |
| ---- | ---- | ---- | ---- | ---- | ---- | ---- |
| 47   | ↗150 | ↗400 | ↗802 | ↘683 | ↘596 | ↘528 |
| 1897 | 1910 | 1926 | 1930 | 1959 | 1979 | 1989 |
| ↗632 | ↗764 | ↗853 | ↗906 | ↘423 | ↘377 | ↗398 |
| 1996 | 2002 | 2010 |      |      |      |      |
| ↗421 | ↘416 | ↗449 |      |      |      |      |

### Национальный состав
Согласно результатам переписи 2002 года, в национальной структуре населения русские составляли 98 % из 416 чел.